# سکا (فیلم)
سکا (روسی: Скиф)، همچنین در کشورهای انگلیسی‌زبان با عنوان آخرین جنگجو (انگلیسی: The Last Warrior) یک فیلم اکشن درام فانتزی روسی محصول سال ۲۰۱۸ به کارگردانی رستم مسافر با بازی الکسی فادیف، الکساندر کوزنتسوف و ویتالی کراوچنکو است. داستان این فیلم در قرن یازدهم میلادی در روس کی‌یف اتفاق می‌افتد.
فیلم‌برداری در جمهوری کریمه و در نزدیکی کرچ، یوپاتوریا و یالتا در پاییز ۲۰۱۶ انجام شد. این فیلم نخستین بار در ۱۸ ژانویه ۲۰۱۸ در فیلیپین و ویتنام منتشر شد.

## خلاصه داستان
در زمانی که تغییرات بزرگی در اوراسیا در حال رخ دادن است. سکاها که زمانی جنگجویان مغرور بودند، به مزدورانی تبدیل شده‌اند که به غیرنظامیان حمله می‌کنند. در یکی از این حملات، زن و فرزند جنگجو لوتوبور جنگجو ربوده می‌شوند. با این حال، قهرمان داستان قصد ندارد خود را تسلیم سرنوشت کند و در تلاش برای نجات خانواده خود، سکاها را تعقیب می‌کند. او مارتن سکایی را به عنوان راهنما می‌گیرد و با وجود اختلافات زیاد بین آنها، آنها باید برای زنده ماندن در سفر با یکدیگر همکاری کنند.

## بازیگران
- Aleksey Faddeev در نقش لوتوبر
- Aleksandr Kuznetsov در نقش مارتن
- Vasilisa Izmaylova در نقش تاتیانا
- Yuriy Tsurilo در نقش اولگ، شاهزاده تموترکان
- Aleksandr Patsevich در نقش وسوولود، پسر اولگ
- Vitaly Kravchenko در نقش یار
- Viktor Solovyov در نقش آناگست
- Saido Kurbanov در نقش گونچاک، خان کومان
- Rustam Mosafir در نقش پسر خان کومان